# Бургоська архідіоцезія
Бу́ргоська архідіоце́зія (лат. Archidioecesis Burgensis; ісп. Archidiócesis de Burgos) — архідіоцезія римського обряду Католицької церкви в Іспанії, з центром у місті Бургос. Охоплює терени Бургос. Входить до складу Бургоської церковної провінції.  Заснована 22 жовтня 1574 року. Голова — архієпископ Бургоський. Центральний храм — Бургоський собор. Суфраганні діоцезії — Більбаоська, Віторійська, Осмо-Сорійська, Паленсійська. Площа — 13,849 км². Населення — 375,563 ос.; з них католики — 339,185 ос. (90.3%). Чинний голова — Фідель Ерраес Вегас, архієпископ Бургоський.

## Бургоська церковна провінція
- Бургоська архідіоцезія
- Більбаоська діоцезія
- Віторійська діоцезія
- Осмо-Сорійська діоцезія
- Паленсійська діоцезія

## Голови

### Єпископи
- 1407—1413: Хуан Кабеса-де-Вака, єпископ Куенківський (ставленик антипапи).

### Архієпископи
- Фідель Ерраес Вегас

## Статистика
Згідно з «Annuario Pontificio» і Catholic-Hierarchy.org:
| Рік  | Населення | Населення | Населення | Священики | Священики | Священики | Священики           | Диякони | Ченці    | Ченці | Парафії |
| Рік  | католики  | загалом   | %         | загалом   | секулярні | ченці     | вірних на священика | Диякони | чоловіки | жінки | Парафії |
| ---- | --------- | --------- | --------- | --------- | --------- | --------- | ------------------- | ------- | -------- | ----- | ------- |
| 1950 | 581.090   | 581.097   | 100,0     | 886       | 708       | 178       | 655                 |         | 708      | 1.130 | 1.091   |
| 1959 | 400.125   | 400.130   | 100,0     | 953       | 668       | 285       | 419                 |         | 928      | 1.315 | 990     |
| 1969 | 357.356   | 357.368   | 100,0     | 939       | 698       | 241       | 380                 |         | 774      | 1.835 | 441     |
| 1978 | 338.219   | 339.053   | 99,8      | 770       | 568       | 202       | 439                 |         | 570      | 1.549 | 998     |
| 1990 | 336.206   | 355.287   | 94,6      | 695       | 495       | 200       | 483                 |         | 575      | 1.469 | 996     |
| 1999 | 334.200   | 345.430   | 96,7      | 606       | 455       | 151       | 551                 |         | 382      | 1.255 | 999     |
| 2000 | 334.178   | 345.872   | 96,6      | 601       | 454       | 147       | 556                 |         | 367      | 1.087 | 999     |
| 2001 | 336.000   | 343.722   | 97,8      | 601       | 445       | 156       | 559                 | 1       | 396      | 1.249 | 999     |
| 2002 | 335.743   | 349.722   | 96,0      | 603       | 441       | 162       | 556                 | 1       | 416      | 1.261 | 999     |
| 2003 | 335.743   | 349.722   | 96,0      | 582       | 431       | 151       | 576                 |         | 365      | 1.227 | 1.001   |
| 2004 | 337.445   | 355.205   | 95,0      | 577       | 431       | 146       | 584                 |         | 332      | 1.264 | 1.001   |
| 2006 | 339.360   | 361.021   | 94,0      | 576       | 419       | 157       | 589                 |         | 401      | 1.301 | 1.001   |
| 2012 | 339.185   | 375.563   | 90,3      | 538       | 385       | 153       | 630                 |         | 320      | 1.176 | 1.003   |
| 2015 | 321.537   | 365.382   | 88,0      | 510       | 367       | 143       | 630                 |         | 279      | 1.166 | 1.003   |